# Choerodon
Choerodon ist eine artenreiche Gattung aus der Familie der Lippfische (Labridae). Die fast 30 Arten der Gattung kommen im tropischen Indopazifik vor, etwa die Hälfte über der Australischen Platte, alle bis auf eine Art fehlen östlich von Guam, Palau, den Salomoninseln, Vanuatu und Neukaledonien und nur vier Arten leben im westlichen Indischen Ozean.

## Merkmale
Choerodon-Arten haben einen mehr oder weniger hochrückigen Körper und erreichen Längen von 10,5 bis 53 cm. Jungfische sind eher schlank, ältere Tiere mehr hochrückig mit einem steilen, geraden oder gebogenen Kopfprofil. Die Schnauze, bei Fischen der Abschnitt zwischen vorderem Augenrand und Maul, ist kurz. Das Maul ist horizontal. Die Lippen sind schmal und oft von Hautfalten überdeckt. Die Basen von Rücken- und Afterflosse sind unbeschuppt oder nur von wenigen kleinen Schuppen umgeben. Die Wangen sind nur teilweise beschuppt. Der Unterkiefer ist unbeschuppt. Der Rand des Präoperculums ist glatt oder gesägt. An der Spitze der Kiefers befinden sich zwei vergrößerte Zähne und im Oberkiefer ist oft ein dritter, kleiner Zahn in der Mitte zwischen den beiden großen vorhanden. Die Seiten der Kiefer sind mit zahlreichen winzigen in ein oder zwei Reihen angeordneter Zähnen besetzt. Gaumenzähne fehlen. Die Rückenflosse ist durchgehend. Rücken- und Afterflosse sind hinten abgerundet und nicht filamentartig ausgezogen. Die Schwanzflosse ist abgerundet, spatenförmig oder leicht eingebuchtet. Bei den Brustflossen sind die oberen Flossenstrahlen deutlich länger als die unteren.
Morphometrie:
- Flossenformel: Dorsale (XI)XII–XIII(XIV)/(6)7–8(9); Anale III/9–10(11); Pectorale ii/(12)13–17; Caudale 7–10 + 12 + 7–9.
- Schuppenformel: SL (26)27.
- Kiemenrechen: 13–18.
- Wirbel: 11 + 16–17.

Wie viele andere Lippfische können Choerodon-Arten in ihrem Leben das Geschlecht wechseln und drei Farbphasen durchlaufen. Eine Juvenilphase, wenn sie noch nicht geschlechtsreif sind, eine Initialphase als Weibchen oder Primärmännchen, die die Farbe der Weibchen haben, und eine Terminalphase als großes, ausgewachsenes Sekundärmännchen.

## Lebensraum
Choerodon-Arten leben in der Regel in Korallenriffen in relativ flachem Wasser. Keine Art wurde tiefer als 100 Meter gefunden.

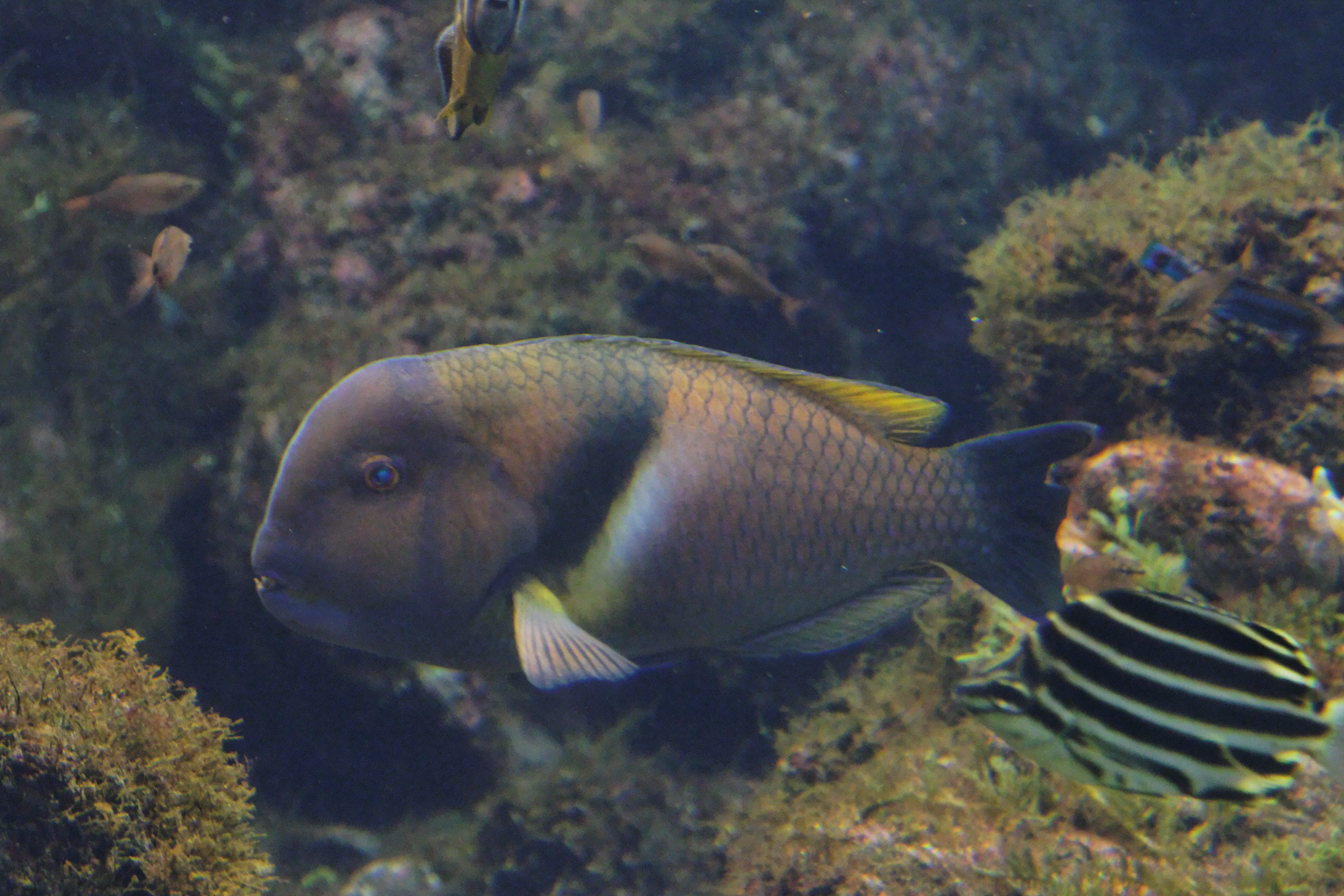
Choerodon azurio

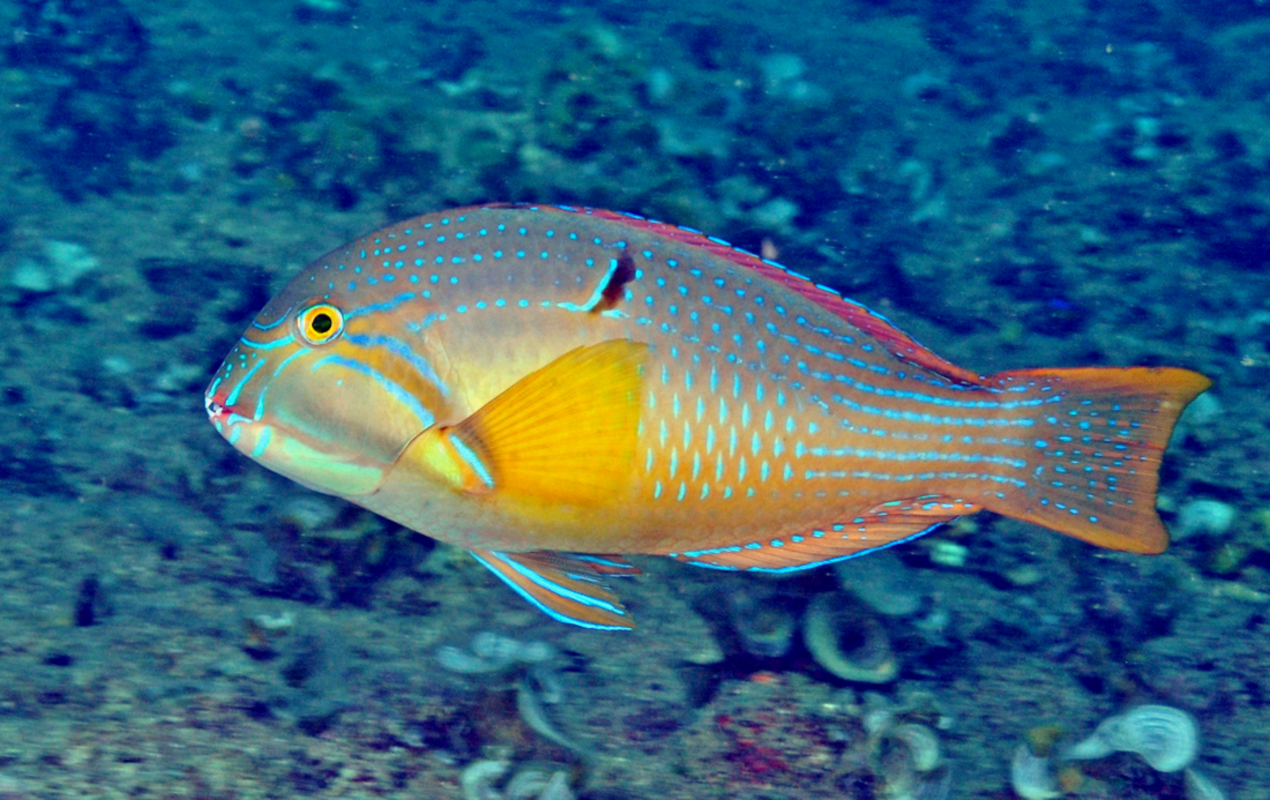
Choerodon cauteroma

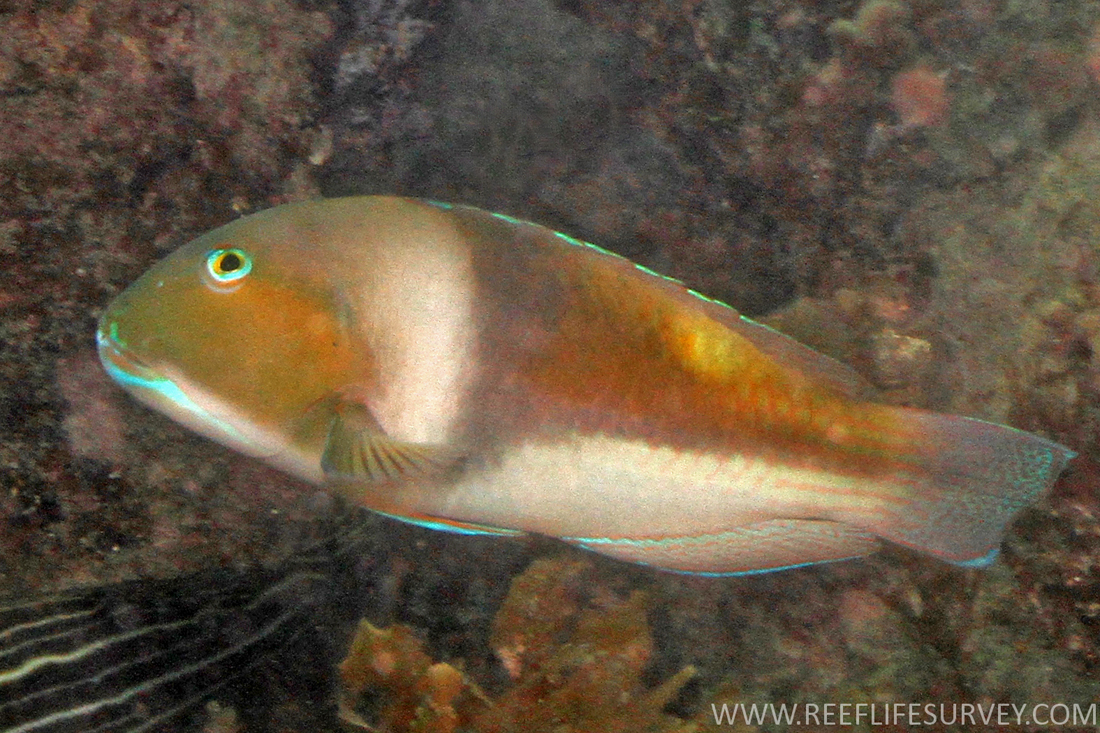
Choerodon cyanodus

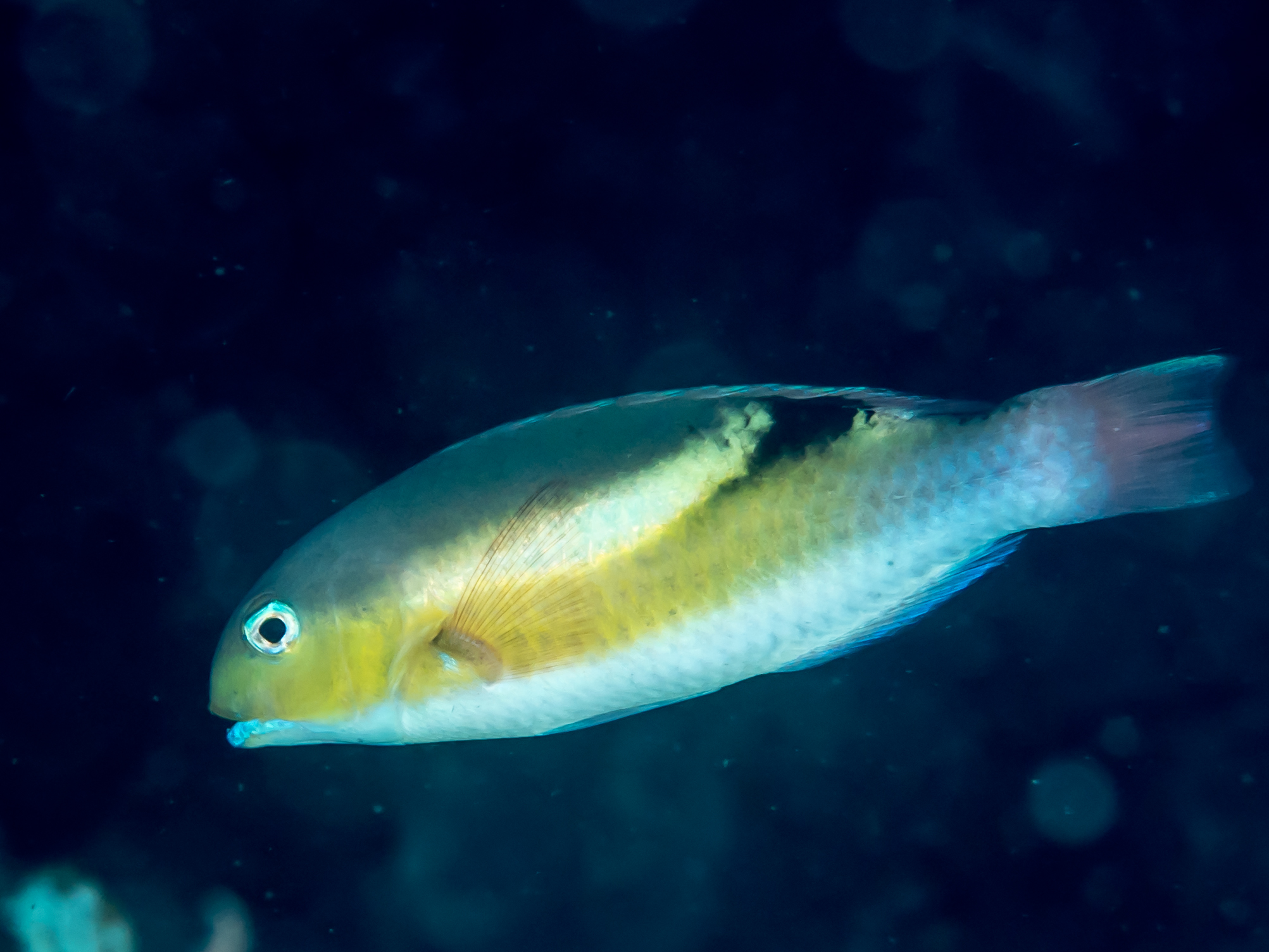
Choerodon zosterophorus

## Arten
Zur Gattung Choerodon gehören 29 Arten:
- Anker-Zahnlippfisch (Choerodon anchorago (Bloch, 1791))
- Choerodon aurulentus Gomon, 2017
- Azur-Zahnlippfisch (Choerodon azurio (Jordan & Snyder, 1901))
- Choerodon balerensis Herre, 1950
- Choerodon cauteroma Gomon & Allen, 1987
- Purpur-Zahnlippfisch (Choerodon cephalotes (Castelnau, 1875))
- Choerodon cypselurus Gomon, 2017
- Blauer Zahnlippfisch (Choerodon cyanodus (Richardson, 1843))
- Harlekin-Lippfisch (Choerodon fasciatus (Günther, 1867))
- Choerodon frenatus Ogilby, 1910
- Choerodon gomoni Allen & Randall, 2002
- Grafik-Zahnlippfisch (Choerodon graphicus (De Vis, 1885))
- Choerodon gymnogenys (Günther, 1867)
- Jordans Zahnlippfisch (Choerodon jordani (Snyder, 1908))
- Choerodon margaritiferus Fowler & Bean, 1928
- Choerodon melanostigma Fowler & Bean, 1928
- Rückenfleck-Zahnlippfisch (Choerodon monostigma Ogilby, 1910)
- Choerodon oligacanthus (Bleeker, 1851)
- Choerodon oligocanthus (Bleeker, 1851)
- Choerodon palawanensis (Seale, 1910)
- Choerodon paynei (Whitley, 1945)
- Choerodon robustus (Günther, 1862)
- Weißkehl-Zahnlippfisch (Choerodon rubescens (Günther, 1862))
- Schwarzfleck-Zahnlippfisch (Choerodon schoenleinii (Valenciennes, 1839))
- Choerodon skaiopygmaeus Gomon, 2017
- Choerodon sugillatum Gomon, 1987
- Choerodon typus (Bleeker 1856)[3]
- Venus-Zahnlippfisch (Choerodon venustus (De Vis, 1884))
- Rotstreifen-Zahnlippfisch (Choerodon vitta (Ogilby, 1910))
- Zamboanga-Zahnlippfisch (Choerodon zamboangae (Seale & Bean, 1907))
- Weißband-Zahnlippfisch (Choerodon zosterophorus (Bleeker, 1868))